# 卡雷马
卡雷马（意大利语：Carema），是意大利北部皮埃蒙特大区都灵省的一个市镇。总面积10.5平方公里，总人口771，人口密度73.4人/平方公里（2010年12月31日）。